# Силаев, Антон Валерьевич
Анто́н Вале́рьевич Сила́ев (род. 2 августа 1982, Москва) — российский кинокомпозитор. Участник коллектива BlockBasster.

## Биография
Родился в Москве в семье эксперта-реставратора Третьяковской галереи.
Обучался в школе В. Мурадели по классу трубы, в музыкальном училище при Консерватории по классу трубы у Ю. А. Усова, Е. А. Савина.
Работает в различных музыкальных стилях: техноджаз, минимализм, этника, экспериментальная музыка, играет на различных акустических и электронных инструментах (модульных синтезаторах).
В качестве музыкального продюсера работал на картине «Пётр Лещенко. Всё, что было…».
Его музыка выпущена на лейблах Solid Records, Manаs Records, Magic Fruits, Long Arms.
Антон Силаев - член Союза Кинематографистов и Союза Композиторов России.

## Музыкальные произведения

### Музыка к фильмам
- 2025 
  - Павел. Первый и последний, сериал (12 серий), реж. В.Котт, LOOK FILM

- 2023
  - Туман, реж. Н.Гугуева, СБ Фильм
  - Путешествие Льюиса Кэролла сквозь зеркало, и что он нашел там, реж. Т.Соболева, киностудия "Точка зрения"
- 2022
  - Ангелы района Сериал, реж. Э.Парри
  - Велга, реж. А.Нечаева
  - Кощей. Похититель невест, мультфильм, реж. Р.Артемьев, киностудия «КиноАтис» и кинокомпания СТВ
  - Геше Вангьял. С благословением Трёх Драгоценностей, реж. Э.Манжеева
- 2021
  - Поверни свое тело к солнцу, Turn your body to the sun, Нидерланды, реж. Алёна ван дер Хорст
  - Под наркозом, реж. Е.Ласкари, Киностудия «Точка зрения»
  - Конец фильма, реж. В.Котт
  - Струны Сериал, реж. А.Кессель, киностудия «Спутник Восток Продакшн»
  - Пробуждение Сериал, реж. Э.Парри, платформа «IVI»
- 2020
  - Земля Эльзы, реж. Ю.Колесник, киностудия «Спутник Восток Продакшн»
- 2019
  - Где Матрёна?, реж. Е.Ласкари, Киностудия «Точка зрения»
- 2018
  - Русское краткое. Киноальманах «Один» короткометражка «Каша»
  - Я жив… Сериал, реж. Анарио Мамедов, киностудия «КИТ»
  - Тайны госпожи Кирсановой Сериал, реж. В.Бордачев, киностудия «STAR MEDIA»
- 2017
  - Восточный фронт, А.Осипов
- 2016
  - Форсаж. Возвращение, реж. Н.Гугуева,
  - Человек из будущего, реж. Р.Артемьев, кинокомпания СТВ
  - Анна-детективъ Сериал, реж. В.Бордачев, киностудия «STAR MEDIA», "Скайвей продакшн, «Бумеранг»
  - Жених (фильм, 2016), реж. А.Незлобин
- 2015
  - Кавказское трио, реж. Эльдар Шенгелая, Фуад Ибрагимбеков, продюсер Рустам Ибрагимбеков, «Ибрус»
  - Чайки, реж. Э.Манжеева, киностудия «Телесто»
  - Кухня в Париже, реж. Дмитрий Дьяченко, «Централ Партнершип»
- 2014
  - Коктебельские камешки, реж. А.Осипов, киностудия "Точка зрения"
- 2013
  - Последний лимузин, реж. Д.Хлесткина, ООО «Мастерская Марины Разбежкиной»
  - Оптическая ось, реж. М.Разбежкина, ООО «Мастерская Марины Разбежкиной»
  - Москва — Берлин Мини-сериал, реж. Юрий Кузавков
  - Пётр Лещенко. Всё, что было…, сериал, реж. В.Котт
  - Старшая сестра Мини-сериал, реж. Фархот Абдуллаев
- 2012
  - Валенки, реж. Е.Ласкари, киностудия «Точка зрения»
  - Операция «Горгона» Мини-сериал, реж. В.Котт
- 2011
  - Новогодняя sms-ка, реж. Олег Погодин, киностудия «Арт Пикчерс»
- 2010
  - Москва. Центральный округ 3 Сериал, реж. Владимир Котт, Александр Котт
  - Труба, короткий метр, реж. Станислав Шевченко
  - Громозека, реж. В.Котт
- 2009
  - Тётя Клава фон Геттен, реж. Наталья Хлопецкая
  - Всё решает любовь, документальный, реж. М.Гуреев
  - Снегирь, реж. Наталья Иванова
  - О, счастливчик!, реж. Э.Парри, киностудия «Star Media», «KIIV FILM»
- 2008
  - Муха, реж. В.Котт, киностудия «Твинди»
  - Посторонний, реж. А.Котт, киностудия «Кинослово»
  - Серебряный самурай, реж. В.Котт, киностудия «Твинди», Unifors film company
- 2007
  - Яр, реж. М.Разбежкина, киностудия «Ленфильм»
- 2006
  - Охотник Сериал, реж. В.Котт, Синема Арт Студия
- 2005
  - Рыбалка, короткий метр, реж. Наталия Беляускене
  - Снежный ангел, фильм об известном художнике-концептуалисте Леониде Тишкове, реж. Т.Скабард
- 2004
  - Время жатвы, реж. М. Разбежкина, киностудия «Риск»
- 2002
  - Охота на ангела, или Четыре любви поэта и прорицателя, реж. А.Осипов, киностудия "Риск"
- 2001
  - Просто жизнь, реж. М. Разбежкина, киностудия «Риск»

### Музыка к спектаклям
- 2015 Современный театр антрепризы. Спектакль антреприза Форс-Мажоръ
- 2013 Радиоспектакль «Шедевр» по пьесе Родиона Белецкого

### Музыкальные проекты
- 2023. Музыкальное оформление выставки «Единицы времени. Собрание Сергея Александрова» [3] в музее современного искусства
- 2023. Дуэт с цветком в Липецком Художественном музее[4] 17 февраля 2023 года
- 2020. Видеоканал Видеопроект 2020 Дианы Вишневой на YouTube[5][6]
- 2022. Экспериментальный проект в Зарядье[7] музыка растений с трубой
- 2022. Экспериментальная импровизация в Парке Горького
- 2017. Концерт с коллективом Block[bass]ter в 16 тоннах.

### Дискография
- LP. IMAGINARY LANDSCAPES WITH WIND. Magic Fruits Records. 2019
- CD. THE INVISIBLE FILM. BLOCK[BASS]TER, Solid Records, 2017
- CD. SINGLE BLOCK[BASS]TER 2017
- CD. The GULLS. Чайки. Саундтрек к фильму Э.Манжеевой «Чайки». Long Arms. 2016
- CD. ВОДОЛАЗЫ 3. DIVERS 3. Диск с «Музыкой космических водолазов». Это музыкальная иллюстрация к третьему выпуску водолазной эпопеи Леонида Тишкова. 2008
- CD. MIXING POINT MOCKВA. WORLD VOICES REMIXED. Manas Records, 2003

### Продюсерская фильмография
- Пётр Лещенко. Всё, что было…, 2013
- Струны, 2021
- Usadba Jazz Kids, музыкальный продюсер на проекте, 2021[8]

### Актерская фильмография
- Пётр Лещенко. Всё, что было…, 2013

## Награды и номинации
- 2023 Номинация лонг-лист на премию "Ника" за фильм "Туман"
- 2023 Номинация за лучшую музыку на кинофестивале IIIFF в Испании (Мадрид)
- 2023 Номинация на премию «Лучшая музыка к фильму» испанского кинофестиваля XXII Imagineindia за фильм «Туман»[9]
- 2022 Номинация на премию АПКиТ за «Лучшую музыку к сериалу» «Анна Детективъ»[10]
- 2022 Специальный приз жюри кинофестиваля «Окно в Европу» за музыку к фильму «Велга»[11].
- 2020 Номинация на премия «Ника» за фильм «Земля Эльзы»[12]
- 2007 Лауреат премии «Кинотавр» за музыку к фильму «Яр»